# متنوعة دوكدونوية
متنوعة دوكدونوية (الاسم العلمي: Variovorax dokdonensis) هي نوع من البكتيريا، سلبية الغرام، تتبع جنس الملتهمة متغيرة.